# Rezerwat przyrody Jezioro Święte
Jezioro Święte – rezerwat przyrody w województwie lubuskim, w powiecie nowosolskim, w gminie Kolsko.
Obszar rezerwatu objęty jest ochroną ścisłą.

## Podstawa prawna
Nr rej. woj. – 27

### Akt prawny obejmujący rezerwat ochroną
Zarządzenie Ministra Leśnictwa i Przemysłu Drzewnego z dnia 22 kwietnia 1983 r. (M.P. z 1983 r. nr 16, poz. 91)

### Inne akty prawne
- Obwieszczenie Wojewody Lubuskiego z dnia 16 stycznia 2002 r. w sprawie ustalenia wykazu rezerwatów przyrody utworzonych do dnia 31 grudnia 1998 r. (Dz. Urz. Województwa Lubuskiego Nr 12, poz. 144)
- Zarządzenie Nr 19/2010 Regionalnego Dyrektora Ochrony Środowiska w Gorzowie Wielkopolskim z dnia 23 lipca 2010 r. w sprawie rezerwatu przyrody „Jezioro Święte” (Dz. Urz. Województwa Lubuskiego Nr 84, poz. 1137)

## Położenie
- Województwo 		– lubuskie
- Powiat				– nowosolski
- Gmina				– Kolsko
- Obr. ewidencyjny		– Konotop[2]

## Właściciel, zarządzający
Skarb Państwa, Nadleśnictwo Sława Śląska

## Powierzchnia pod ochroną
- 19,35 ha

Dz. nr 805/2 – 19,35 ha

## Opis przedmiotu poddanego ochronie
Jezioro Święte należy do zlewni rzeki Obrzycy, z którą połączone jest sztucznym rowem otwartym. Jest ono pochodzenia polodowcowego z okresu zlodowacenia bałtyckiego, leży na rozległym polu sandrowym utworzonym z piasków średnich i grubych. Jezioro zasilane jest głównie wodami wgłębnymi, ma ono kształt rynny o kierunku wschód – zachód. Maksymalna głębokość jeziora wynosi 11,2 m, a przeciętna 5,0 m. Około 94% długości linii brzegowej porasta roślinność wodna, która łącznie zajmuje ok. 25% zwierciadła wody. Na terenie rezerwatu wyróżniono 5 zespołów roślin oczeretowych i szuwarowych oraz 6 zespołów roślin zanurzonych o liściach pływających. W strefach akumulacyjnych jeziora oraz w zachodnim jego końcu roślinność oczeretowa tworzy pło unoszące się na rozwodnionym mule. Przy północnym brzegu jeziora występują płaty rzadko spotykanej w Polsce ramienicy.

## Cel ochrony
Zachowanie jeziora zasilanego wodami podziemnymi oraz charakterystycznych zbiorowisk i stanowisk rzadkich gatunków roślin wodnych.
Nie podlega ochronie w zakresie prawa międzynarodowego.